# Station Mills Hill
Mills Hill is een spoorwegstation van National Rail in Middleton, Rochdale in Engeland. Het station is eigendom van Network Rail en wordt beheerd door Northern Rail. 